# 斯特魯索韋
48°39′22″N 27°46′9″E / 48.65611°N 27.76917°E
斯特魯索韋（烏克蘭語：Струсове），是烏克蘭的村落，位於該國西南部文尼察州，由莫希利夫-波季利斯基區負責管轄，始建於1867年，面積0.28平方公里，海拔高度261米，2001年人口55，人口密度每平方公里195.73人。